# تصفيات كأس العالم 2014 – إفريقيا الدور الثالث
في هذا الدور يلعب متصدرو العشر مجموعات مباراتين بنظام الذهاب والإياب ويصعد الخمسة الفائزون للنهائيات بالبرازيل، وتأهلت منتخبات:
| المجموعة الأولى | المجموعة الثانية |
| --- | --- |
| ساحل العاج (19) (المجموعة C) · غانا (24) (المجموعة D) · الجزائر (28) (المجموعة H) · نيجيريا (36) (المجموعة F) · تونس (46) (المجموعة B) · | مصر (50) (المجموعة G) · بوركينا فاسو (51) (المجموعة E) · الكاميرون (61) (المجموعة I) · السنغال (66) (المجموعة J) · إثيوبيا (93) (المجموعة A) · |

## المباريات
| الفريق الأول | إجم.    | الفريق الثاني | مباراة الذهاب | مباراة الإياب |
| ------------ | ------- | ------------- | ------------- | ------------- |
| ساحل العاج   | 4–2     | السنغال       | 3–1           | 1–1           |
| إثيوبيا      | 1–4     | نيجيريا       | 1–2           | 0–2           |
| تونس         | 1–4     | الكاميرون     | 0–0           | 1–4           |
| غانا         | 7–3     | مصر           | 6–1           | 1–2           |
| بوركينا فاسو | 3–3 (خ) | الجزائر       | 3–2           | 0–1           |

| ساحل العاج                                       | 3–1   | السنغال        |
| ------------------------------------------------ | ----- | -------------- |
| دروغبا 3' (ركلة.) · ل. ساني 14' (ضد.) · كالو 49' | تقرير | ب. سيسيه 90+4' |

| السنغال        | 1–1   | ساحل العاج |
| -------------- | ----- | ---------- |
| سو 72' (ركلة.) | تقرير | كالو 90+4' |

فازت ساحل العاج 4–2 في المجموع وتأهلت لكأس العالم 2014.
| إثيوبيا   | 1–2   | نيجيريا                 |
| --------- | ----- | ----------------------- |
| اسيفا 57' | تقرير | إمينيكي 67'، 90' (ر.ج.) |

| نيجيريا                        | 2–0   | إثيوبيا |
| ------------------------------ | ----- | ------- |
| موزيس 20' (ركلة.) · أوبينا 81' | تقرير |         |

فازت نيجيريا 4–1 في المجموع وتأهلت لكأس العالم 2014.
| تونس | 0–0   | الكاميرون |
| ---- | ----- | --------- |
|      | تقرير |           |

| الكاميرون                               | 4–1   | تونس         |
| --------------------------------------- | ----- | ------------ |
| ويبو 3' · موكاندجو 29' · ماكون 65'، 85' | تقرير | العكايشي 50' |

فازت الكاميرون 4–1 في المجموع وتأهلت لكأس العالم 2014.
| غانا                                                                      | 6–1   | مصر                   |
| ------------------------------------------------------------------------- | ----- | --------------------- |
| جيان 5'، 53' · جمعة 23' (ضد.) · وارث 44' · مونتاري 72' (ركلة.) · أتسو 88' | تقرير | أبو تريكة 41' (ركلة.) |

| مصر               | 2–1   | غانا        |
| ----------------- | ----- | ----------- |
| زكي 25' · جدو 83' | تقرير | بواتينغ 88' |

فازت غانا 7–3 في المجموع وتأهلت لكأس العالم 2014.
| بوركينا فاسو                                     | 3–2   | الجزائر                |
| ------------------------------------------------ | ----- | ---------------------- |
| بيترويبا 45+2' · د. كوني 65' · بانسي 86' (ركلة.) | تقرير | فيغولي 50' · مجاني 68' |

| الجزائر   | 1–0   | بوركينا فاسو |
| --------- | ----- | ------------ |
| بوقرة 49' | تقرير |              |

3–3 في المجموع. فازت الجزائر بفارق الأهداف المسجلة خارج الديار وتأهلت لكأس العالم 2014.